# Козлитин, Мефодий Михайлович
Мефодий Михайлович Козлитин (7 апреля 1913, село Черемошное — 24 мая 1986, Саратов) — полковник Советской Армии, участник боёв на реке Халхин-Гол и Великой Отечественной войны, Герой Советского Союза (1939).

## Биография
Мефодий Козлитин родился 7 апреля 1913 года в селе Черемошное (ныне — Медвенский район Курской области). После окончания семи классов школы работал бригадиром в колхозе. В 1933—1935 годах проживал в Краматорске, где работал табельщиком и одновременно учился на рабфаке. В 1935 году Козлитин был призван на службу в Рабоче-крестьянскую Красную Армию. Окончил школу младших командиров.
Участвовал в боях на реке Халхин-Гол, будучи старшим механиком-водителем танка 1-й роты 2-го отдельного танкового батальона 11-й лёгкой танковой бригады 1-й армейской группы. 3 июля 1939 года во время Баин-Цаганского сражения Козлитин на своём танке прорвал японскую оборону. Когда его танк был подбит, Козлитин продолжал вести огонь из пулемёта, уничтожив около 50 японских солдат и офицеров и прорвавшись в расположение своей части.
Указом Президиума Верховного Совета СССР от 29 августа 1939 года за «мужество и героизм, проявленные при выполнении воинского и интернационального долга» младший комвзвод Мефодий Козлитин был удостоен высокого звания Героя Советского Союза с вручением ордена Ленина и медали «Золотая Звезда».
В 1941 году Козлитин окончил Военную академию механизации и моторизации РККА. С 1941 года — на фронтах Великой Отечественной войны. Участвовал в битве за Москву, боях в Смоленской области. В сентябре 1942 года Козлитин был тяжело ранен. После выписки из госпиталя служил в Управлении боевой подготовки бронетанковых войск РККА. После окончания войны Козлитин продолжил службу в Советской Армии. Окончил курсы усовершенствования офицерского состава. С 1956 года он преподавал в Саратовском танко-техническом училище. В 1959 году в звании полковника Козлитин был уволен в запас. Проживал в Саратове. Умер 24 мая 1986 года.
Был также награждён орденами Красного Знамени, Отечественной войны 1-й степени, Красной Звезды, рядом медалей, монгольскими орденами Сухэ-Батора, Боевого Красного Знамени, Полярной Звезды.

## Память
- Улица в Саратове[2].